# Otto von Brentano di Tremezzo

Otto Rudolf von Brentano di Tremezzo

Otto Rudolf von Brentano di Tremezzo (* 9. Dezember 1855 in Darmstadt, Großherzogtum Hessen; † 21. Juli 1927 in Darmstadt, Weimarer Republik) war ein deutscher Politiker und Mitglied der Deutschen Zentrumspartei.

## Familie

### Herkunft der Familie

Otto Rudolf von Brentano di Tremezzo (um 1873)

Otto von Brentano di Tremezzo entstammte der bekannten deutsch-italienischen Politiker- und Künstlerfamilie Brentano, die seit dem 18. Jahrhundert in Frankfurt am Main und Hessen-Darmstadt ansässig war.
Sein Vater Gustav Brentano war seit 1864 Thurn- und Taxis´scher Postmeister in Friedberg und wurde 1871 in den Reichsdienst übernommen. Erst kurz vor seinem Tod nahm dieser 1883 den Namenszusatz di Tremezzo an.

#### Bestätigung des Adelsbriefes
Die Söhne von Gustav Brentano und seiner Frau Auguste geborene Hofmann, darunter Otto Rudolf, ließen sich in Rom ihren italienischen Adel bestätigen, der 1889 auch durch das Großherzogtum Hessen anerkannt wurde.
Otto von Brentano heiratete am 10. Juni 1884 (Hochzeitsdatum nach der Pfeifer-Chronik 9. Juli 1884) Lilla Beata, geborene Schwerdt (1863–1948), die Tochter des Klassischen Philologen Franz Ignaz Schwerdt (1830–1916) und dessen Frau Marie Agnes (1837–1918), geborene Brentano. Marie Agnes war die Tochter von Georg Franz Melchior Brentano (1801–1852) und Lilla, geb. Pfeifer (1813–1868), Schwester des Kölner Zuckerfabrikanten Emil Pfeifer. Aus der Ehe von Otto und Lilla gingen sechs Kinder hervor.
Vier ihrer Söhne wurden bekannte Persönlichkeiten:
- Clemens von Brentano (1886–1965) war der erste Botschafter der Bundesrepublik Deutschland in Italien und San Marino nach dem Zweiten Weltkrieg.
- Peter Anton von Brentano (1891–1956), Verwaltungsjurist und Bezirksoberamtmann in Berchtesgaden
- Bernard von Brentano (1901–1964) wurde Schriftsteller, Lyriker, Dramatiker, Erzähler, Romancier, Essayist und Journalist.
- Heinrich von Brentano (1904–1964) war von 1955 bis 1961 Bundesaußenminister.

## Beruflicher Werdegang
Otto von Brentano studierte nach dem Besuch der Gymnasien in Büdingen und Gießen von 1874 bis 1877 in Gießen und München Rechtswissenschaften. Er war Mitglied der Corps Teutonia Gießen und Franconia München. Im Anschluss an das Referendariat am Landgericht Mainz und die Assessorenzeit ließ er sich als Rechtsanwalt in Friedberg nieder. 1891 verlegte er seine Kanzlei nach Offenbach am Main und begründete eine Sozietät mit dem aus einer Offenbacher Kaufmannsfamilie stammenden Anwalt Siegfried Guggenheim. 1900 erfolgte zusätzlich die Bestallung zum Notar. 1902 wurde er zum Justizrat und 1913 zum Geheimen Justizrat ernannt.

## Öffentliche Ämter
Seit 1893 gehörte Brentano dem Kirchenvorstand der katholischen Gemeinde in Offenbach an und hatte maßgeblichen Anteil an der Einrichtung einer zweiten Pfarrei (St. Marien) in der Offenbacher Oststadt. Im Juni 1896 fand unter seinem Vorsitz der 4. Hessische Katholikentag statt.
Mehrere Jahre gehörte von Brentano di Tremezzo der Stadtverordnetenversammlung von Offenbach am Main an, wo er als Wortführer der antisozialistischen Gemeinschaftsliste aus Zentrum und bürgerlicher Mittelstandspartei auftrat. Sein Hauptkontrahent im Stadtparlament war der spätere sozialdemokratische Staatspräsident Carl Ulrich.
Ab der 30. bis zur letzten (der 36.) Wahlperiode (1897 bis 1918) war er Abgeordneter der zweiten Kammer der Landstände des Großherzogtums Hessen. In den Landständen vertrat er bis 1911 den Wahlbezirk Rheinhessen 10/Gau-Algesheim (Bingen-Land) und danach den Wahlbezirk Rheinhessen 11/Bingen-Land.
1919 bis 1927 gehörte er dem Landtag des Volksstaates Hessen an.
Nach dem Ersten Weltkrieg wurde Brentano auch in der Reichspolitik aktiv. 1919/20 gehörte er zunächst der Weimarer Nationalversammlung an und beteiligte sich rege an den Debatten über den Verfassungsentwurf. Anschließend war er Reichstagsabgeordneter, ein Mandat, das er 1924 wegen der Doppelbelastung durch seine Ministerämter in Hessen niederlegte.
Von 1918 bis 1927 war Brentano hessischer Minister der Justiz und ab 1921 – als Nachfolger von Heinrich Fulda (SPD) – zugleich Minister des Inneren im Kabinett Ulrich. Kritik handelte er sich mit seiner Idee eines mittelrheinischen Bundesstaates, bestehend aus Hessen-Darmstadt, Nassau, der Pfalz und dem oldenburgischen Birkenfeld, ein, über den er sogar mit dem Separatisten Hans Adam Dorten verhandelte.
Als Justizminister wandte er sich gegen eine zu weitgehende Liberalisierung des Strafvollzugs. Als Innenminister betrieb er eine engagierte Politik gegen rechts- und linksextremistische Bestrebungen und verbot 1923 den Deutsch-Völkischen Schutz- und Trutzbund und – nach dem Hitlerputsch – die NSDAP und ihre Gliederungen in Hessen. 1925 ließ er sich bei der Neuwahl des hessischen Staatspräsidenten gegen Ulrich aufstellen, konnte sich aber nicht durchsetzen.

## Weitere Aufgaben
Otto von Brentano war Mitglied des Denkmalrates für Hessen, des Aufsichtsrates des Bankvereins Offenbach, der Kleinwohnungsbaugesellschaft und der Treuhand- und Hypotheken-Vermittlungsgenossenschaft.

## Todesjahr

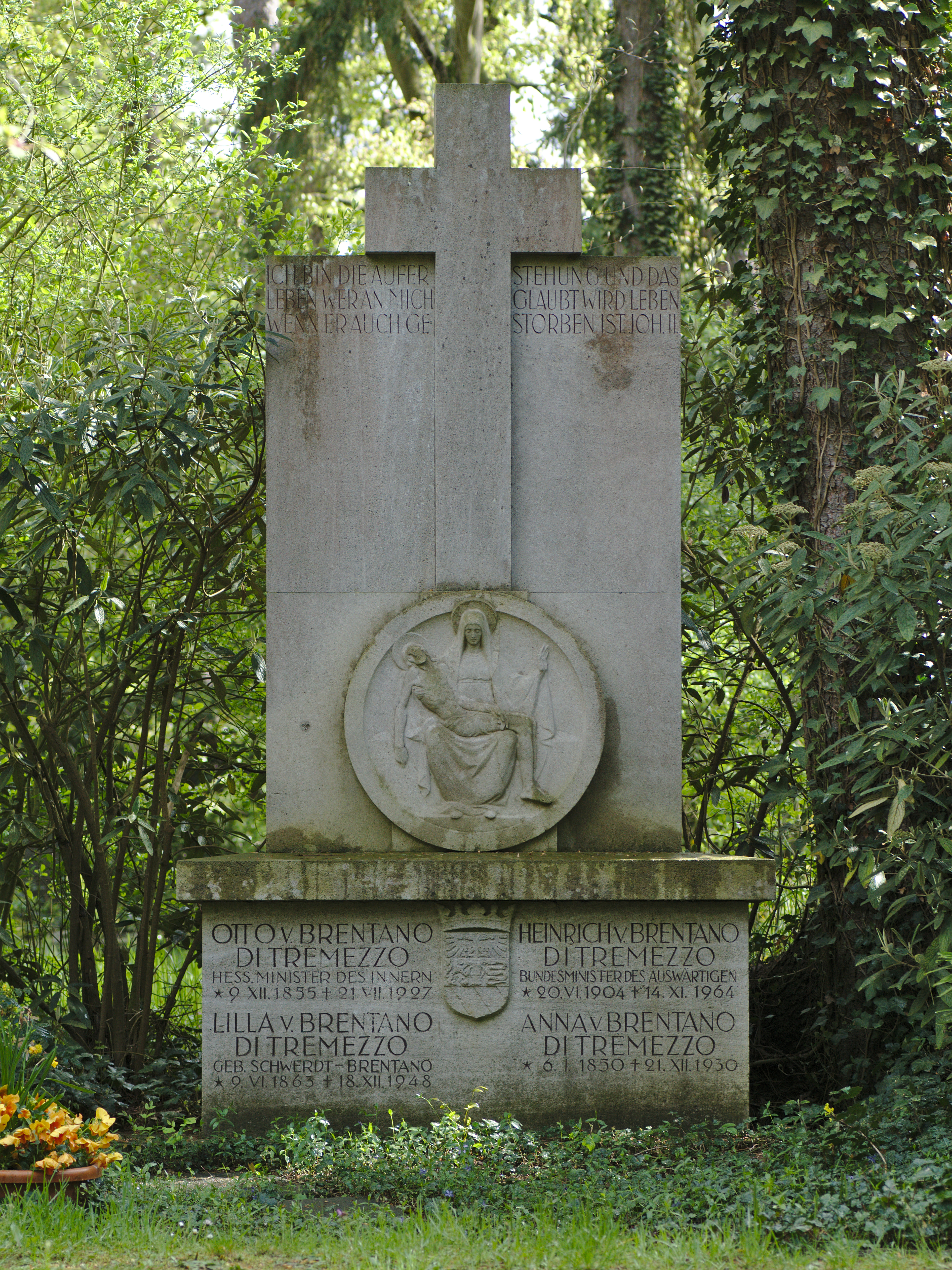
Familiengrab von Brentano di Tremezzo. Siehe auch folgende Beschreibung der Grabstätte Grabmal von Brentano di Tremezzo

Otto Rudolf von Brentano di Tremezzo unternahm zu Ostern 1927 eine Reise nach Rom. Es sollte seine letzte Reise werden. Von Brentano di Tremezzo verzichtete nach seiner Rückkehr aus Rom auf alle seine öffentlichen Ämter. Ein akutes Gallenleiden hinderte ihn seine politischen öffentlichen Ämter weiterzuführen.
Am 21. Juli 1927 verstarb von Brentano di Tremezzo an einem Schlaganfall. Brentano di Tremezzo wurde im Familiengrab beigesetzt. Die Grabstätte befindet sich auf dem Waldfriedhof in Darmstadt West. Das Grabmal ist eine Steinmetz Arbeit stilistisch dem Expressionismus zugeschrieben.